# Zawada (powiat buski)
Zawada – wieś w Polsce położona w województwie świętokrzyskim, w powiecie buskim, w gminie Gnojno.
| SIMC    | Nazwa    | Rodzaj    |
| ------- | -------- | --------- |
| 0238718 | Ciechlów | kolonia   |
| 0238724 | Zagórze  | część wsi |

W latach 1975–1998 miejscowość należała administracyjnie do województwa kieleckiego.